# Projeto arquitetônico assistido por computador

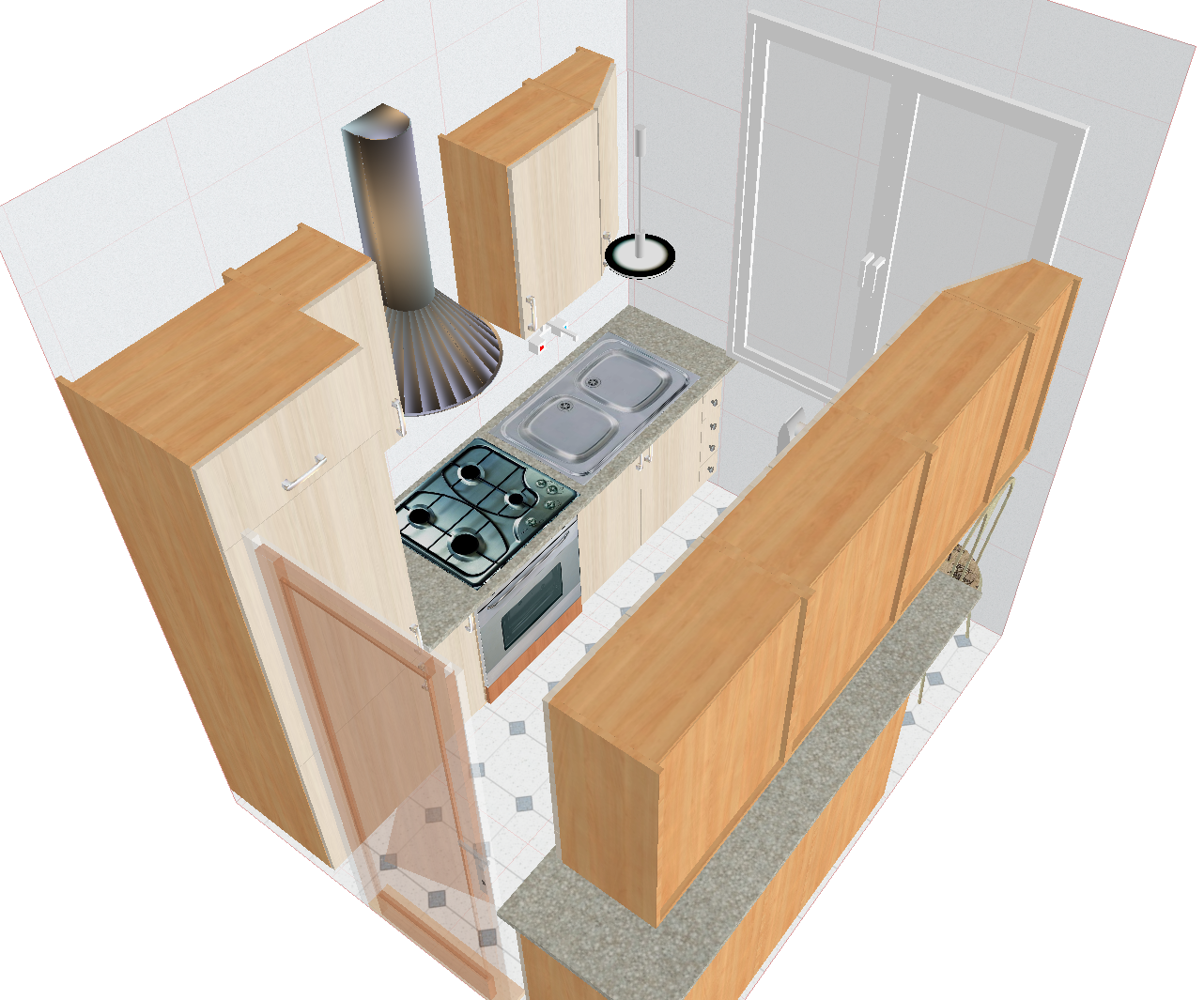

Projeto arquitetônico assistido por computador (do inglês computer aided architectural design - CAAD) ou ainda, CAD para arquitetura, consiste na utilização de ambientes computacionais de desenho assistido por computador para resolução de problemas de projeto e representação gráfica da forma e do espaço arquitetônico.
Os ambientes computacionais são ferramentas indispensáveis na arquitetura. Existem diversos dispositivos de hardware e softwares dedicados que auxiliam o arquiteto a desenvolver suas atividades com melhores resultados.
Atualmente é também uma área de conhecimento com intensa produção acadêmica, com diversos professores-pesquisadores de destaque, tais como George Stiny, Gerhard Schmitt, William Mitchel, John S. Gero, entre outros. Da mesma forma, existem diversas associações internacionais para estudo desta área. Na América do Sul é representada pela SIGraDi.

## Softwares para arquitetura
Existem diversos softwares dedicados para arquitetura. Podemos dividir os softwares nas área de cad2d e cad 3d, modelagem 3d, animação e realidade virtual. Entre eles AECOsim Building Designer , ArchiCAD, Autocad, ArchiStation, linuxcad, Revit, VectorWorks, QCad, 3D Studio Max, Rhino3d, Blender3d, alias, DataCAD, Google SketchUp, SPIRIT , MSCAD, Ashampoo 3D CAD Professional, ArCon entre outros.